# 1434 Марго
1434 Марго (1434 Margot) — астероїд головного поясу, відкритий 19 березня 1936 року.
Тіссеранів параметр щодо Юпітера — 3,218.